# Нилс Енгдал
Нилс Енгдал (швед. Nils Engdahl; 1898 — 1983) је бивши шведски атлетичар који је био успешан почетком 1920-их година. Почео је да све три спринтерске дисциплине:100 м, 200 м и 400м. Највеће успехе је постигао у трчању на 400 метара.
Био је висок 1,65 м, а тежак 57 кг. Атлетску каријеру је у АК Јарва. Био је ожењен Сигне Јохансон, шведском репрезентативком у скоковима у воду, олимпијком која је најдуже живела од женских олимпијаца 1905 — 2010.

## Спортска каријера
Пошто је почео као фудбалер за омладинску екипу ФК Стокхолма, направио је велико изненађење када је 1917, без посебне обуке за трку на 400 метара постигао резултат од 50 секунди.
Са фудбала је прешао на атлетику У периоду од 1918. до 1927. побеђивао је на Првенству Шведске у атлетици 15 пута у дисциплинама 100, 200 и 400 метара и 9 пута обарао шведске рекорде у тим дисциплинама.
Представљао је Шведску два пута на Летњим олимпијским играма 1920. у Антверпену и 1924. у Паризу.
На Играма у Антверпену је освојило бронзану медаљу у дисциплини 400 м. Учествовао је у још две дисциплине:трчању 800 м где је био 24, и штафети 4 х 400 м која је била пета (3:24,3).
Четири године касније у Паризу опет је учествовао у три дисциплине. Са штафетом 4 х 400 м у саставу: Артур Свенсон, Ерик Билен, Густаф Вејнерт и Нилс Енгдал освојио је сребрну медаљу (3:17,0). У друге две дисциплине 400 м био је осми (48,6), а са штафетом 4 х 100 м девети (43,0).
По завршетку атлетске каријере до 1937 играо је хокеј на леду за ХК Јавра.